# Lisznia (obwód tarnopolski)
Lisznia (ukr. Лішня) – wieś na Ukrainie w rejonie krzemienieckim należącym do obwodu tarnopolskiego.